# Agência para o Investimento e Comércio Externo de Portugal
A AICEP - Agência para o Investimento e Comércio Externo de Portugal é a entidade pública que promove a captação de investimento produtivo e a internacionalização da economia portuguesa, fomentando o aumento das exportações e a expansão internacional das empresas, através dos seus escritórios em Portugal e da sua rede externa em cerca de 50 mercados.
Como agência one-stop shop, e atuando sob a marca AICEP:
- Identifica oportunidades de negócio internacionais e aconselhamos as empresas portuguesas sobre a melhor forma de abordar os mercados externos, através de acompanhamento personalizado e de um conjunto de canais digitais com informação especializada, programas de capacitação e serviços de business matchmaking.
- Promove o desenvolvimento dos processos de internacionalização das empresas portuguesas, designadamente de Pequenas e Médias Empresas (PME), apoiando a criação e o desenvolvimento de estratégias conducentes ao alargamento da sua base de clientes e de fornecedores locais.
- Acolhe e analisa projetos de investimento nacionais e internacionais em Portugal, prestando aconselhamento e informação personalizada aos investidores, acompanhando todas as fases dos projetos e reencaminhando-os, se necessário, para outras entidades de acordo com o perfil do projeto.
- Capacita ainda as empresas exportadoras para o mercado internacional, através da Academia AICEP. E promove a formação de talento jovem português através do programa de estágios internacionais Inov Contacto, contribuindo para a internacionalização da economia portuguesa e a notoriedade da imagem de Portugal no mundo.

A AICEP conta como participada a aicep Global Parques, a entidade gestora de Parques Industriais que atua no aconselhamento da melhor localização para projetos de investimento.
A AICEP é ainda membro fundador da ETPOA – European Trade Promotion Organisations’ Association, associação internacional que visa promover os interesses dos organismos europeus de promoção de comércio (TPOs) junto das instituições europeias e de outras entidades competentes. 

## História
A AICEP tem origem na Agência Portuguesa para o Investimento (API) criada pelo Decreto-Lei n.º 225/2002, de 30 de outubro de 2002. A API foi a primeira agência portuguesa a adoptar a figura da entidade pública empresarial (EPE).
A API foi também uma das primeiras agências de promoção de investimento a assumir estutariamente um papel relevante no combate aos designados "custos de contexto", entendidos como obstáculos estruturais, práticas, regulamentos (ou ausência deles) ou custos (de tempo, administrativos, fiscais, parafiscais, etc.) contrários a uma atmosfera propícia ao investimento.
Tendo os seus estatutos sido aprovados pelo Decreto-Lei n.º 225/2002, de 30 de Outubro, o seu primeiro presidente foi Miguel Cadilhe.
Em 2007, a API passou a designar-se Agência para o Investimento e Comércio Externo de Portugal, absorvendo também as funções do Investimento e Comércio Externo de Portugal, I. P. (ICEP), que foi então extinto. O ICEP tinha sido criado em 1982, pelo Decreto-Lei n.º 115/82 de 14 de abril, sendo então designado Instituto do Comércio Externo de Portugal.